# Nilza Magrassi
Nilza Magrassi (Rio de Janeiro, 13 de dezembro de 1918 - Rio de Janeiro, 12 de março de 2010) foi uma atriz brasileira. Atuou ativamente no cinema nacional nos anos 30 e anos 40 e também no rádio até os anos 50.  

## Carreira

### Concursos de beleza e cinema
Sua carreira no círculo artístico começa quando desponta como Rainha do Clube de São Cristóvão, no Rio de Janeiro.
Por isso, seu retrato saiu na capa da revista Vida Doméstica, o que levou a companhia cinematográfica Cinédia a chamá-la para um papel no filme Bonequinha de Seda em 1936, atuando ao lado de Gilda de Abreu.
Em 1937, foi eleita "Princesa dos Estudantes Cariocas", ganhando como prêmio um carro DKW.
No mesmo ano, participa das filmagens dos longas "O Bobo do Rei" e "Bombomzinho".
Em 1939, atua ao lado de Grande Otelo, Oscarito, Déo Maia e Mesquitinha na comédia "Está Tudo Aí".
A atriz seguia, paralelamente, carreira no magistério. Formada pela Escola Normal, deu aulas em instituições públicas.

### Entrada para o Rádio
A Rádio Tupy lança, em 1940, um concurso com os Diários Associados para o programa "Garotas de Alceu" (em referência ao ilustrador Alceu Penna), do qual vence ao lado de Salomé Cotelli, Solange França e Lourdinha Bittencourt.
Em 1941, fez uma temporada na Rádio Clube do Brasil.
Em 1942, ingressa na Rádio Nacional, atuando em rádio-teatro até a década de 1950.

## Filmografia
| Ano  | Título                 | Personagem             |
| ---- | ---------------------- | ---------------------- |
| 1944 | Romance Proibido       | Tamar                  |
| 1944 | É Proibido Sonhar      | Amiga                  |
| 1943 | Caminho do Céu         | Namorada de Lauro      |
| 1941 | A Sedução do Garimpo   | Mulher no Camarim      |
| 1940 | Pureza                 | Margarida              |
| 1940 | Direito de Pecar       | Nina                   |
| 1939 | Onde Estás Felicidade? | Fernanda "Fernandinha" |
| 1939 | Está Tudo Aí           | Carmem                 |
| 1937 | Bombonzinho            | —                      |
| 1937 | O Bobo do Rei          | —                      |
| 1936 | Bonequinha de Seda     | Modista de Paris       |